# Mistrzostwa Świata w Piłce Nożnej 1966 (eliminacje)

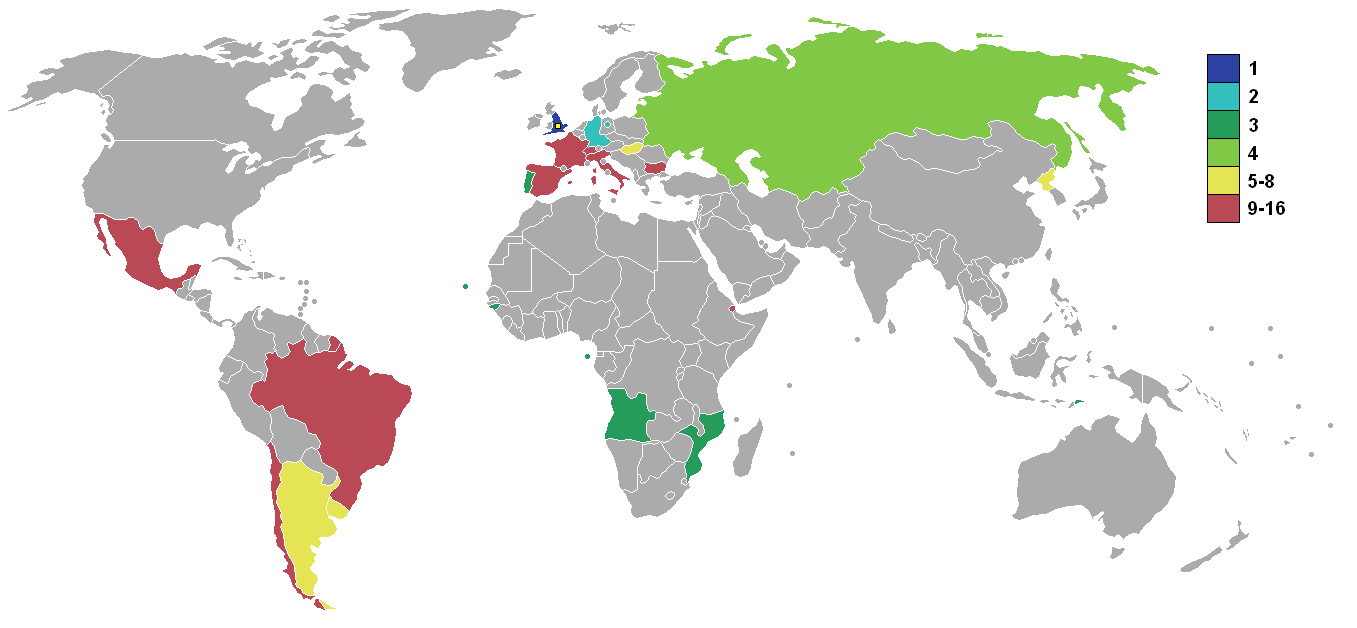
Zakwalifikowane państwa.

W kwalifikacjach do Mundialu 1966 udział wzięły 74 państwa świata (17 drużyn zrezygnowało z udziału w rozgrywkach). Anglia (jako gospodarz imprezy) oraz Brazylia (obrońcy tytułu sprzed 4 lat) awansowały bez eliminacji. W kwalifikacjach tych strzelono 393 bramki (średnio 3.09 na mecz).

## Strefy FIFA
16 wolnych miejsc zostało następująco podzielonych pomiędzy konfederacje:
- Europa (UEFA): 
  - 9 miejsc o które rywalizowały 32 drużyny (włączając w to Izrael oraz Syrię)
  - Anglia jako gospodarz.
- Ameryka Południowa (CONMEBOL): 
  - 3 miejsca o które rywalizowało 9 drużyn
  - Brazylia jako obrońca tytułu.
- Ameryka Północna, Centralna oraz Karaiby (CONCACAF): 
  - 1 miejsce o które rywalizowało 10 drużyn.
- Afryka oraz Azja (CAF/AFC): 
  - 1 miejsce o które rywalizowało 18 drużyn (włączając w to Australię z Oceanii).

## Wyniki eliminacji
- Osobny artykuł: Mistrzostwa Świata w Piłce Nożnej 1966 (eliminacje strefy UEFA).

- Osobny artykuł: Mistrzostwa Świata w Piłce Nożnej 1966 (eliminacje strefy AFC).

- Osobny artykuł: Mistrzostwa Świata w Piłce Nożnej 1966 (eliminacje strefy CONMEBOL).

- Osobny artykuł: Mistrzostwa Świata w Piłce Nożnej 1966 (eliminacje strefy CONCACAF).

## Tabela zakwalifikowanych państw

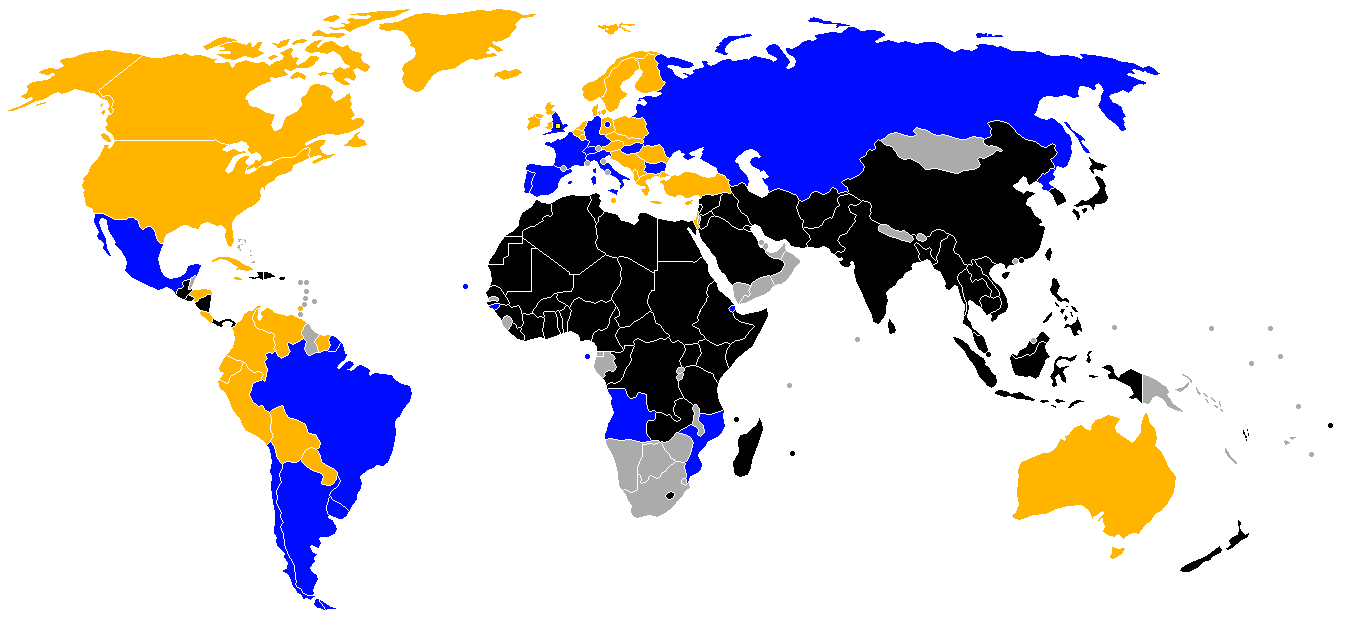
Ostateczny status kwalifikacji:
Państwa zakwalifikowane do MŚ 1966
Państwa, które nie zakwalifikowały się do MŚ 1966
Państwa, które nie uczestniczyły w kwalifikacjach do MŚ 1966
Państwa, które przed MŚ 1966 nie były członkami FIFA

Państwa zakwalifikowane do MŚ 1966
     Państwa, które nie zakwalifikowały się do MŚ 1966
     Państwa, które nie uczestniczyły w kwalifikacjach do MŚ 1966
     Państwa, które przed MŚ 1966 nie były członkami FIFA
| Drużyna        | Ilość udziałów w finałach MŚ | Pasmo | Ostatnio uczestniczący w finałach MŚ |
| -------------- | ---------------------------- | ----- | ------------------------------------ |
| Argentyna      | 5                            | 3     | 1962                                 |
| Brazylia (c)   | 8                            | 8     | 1962                                 |
| Bułgaria       | 2                            | 2     | 1962                                 |
| Chile          | 4                            | 2     | 1962                                 |
| Anglia (h)     | 5                            | 5     | 1962                                 |
| Francja        | 6                            | 1     | 1958                                 |
| Węgry          | 6                            | 4     | 1962                                 |
| Włochy         | 6                            | 2     | 1962                                 |
| Korea Północna | 1                            | 1     | –                                    |
| Meksyk         | 6                            | 5     | 1962                                 |
| Portugalia     | 1                            | 1     | –                                    |
| Hiszpania      | 4                            | 2     | 1962                                 |
| Szwajcaria     | 6                            | 2     | 1962                                 |
| Urugwaj        | 5                            | 2     | 1962                                 |
| ZSRR           | 3                            | 3     | 1962                                 |
| RFN            | 6                            | 4     | 1962                                 |

(h) - gospodarze
(c) - obrońcy tytułu